# Woodstock: Music from the Original Soundtrack and More
Woodstock: Music from the Original Soundtrack and More – album koncertowy, wydany w 1970 roku, zawierający muzykę zarejestrowaną podczas Festiwalu w Woodstock w dniach 15 – 18 sierpnia 1969 roku w obecności setek tysięcy fanów, zgromadzonych w Bethel, na farmie Maxa Yasgura.

## Historia
W dniach 15–17 sierpnia 1969 roku setki tysięcy fanów (szacunkowo od 300 do 400 tysięcy) zgromadziło się w Bethel na farmie Maxa Yasgura, by wysłuchać czołowych wykonawców muzyki rockowej tamtych czasów, takich jak: Sly and the Family Stone, Santana, Janis Joplin, Ten Years After, Canned Heat, Country Joe McDonald, czy Jimi Hendrix. Występy te zarejestrowano na taśmie filmowej i wydano jako film dokumentalny, Woodstock, który następnie zdobył Oscara. Album Woodstock: Music from the Original Soundtrack and More został pierwotnie wydany przez wytwórnię Cotillion jako trzypłytowy zestaw w rozkładanej okładce. Album znajdował się na szczycie listy tygodnika Billboard przez cztery tygodnie i został sprzedany w liczbie dwóch milionów egzemplarzy. Udana sprzedaż sprawiła, że Cotillion wydał sequelowy, podwójny album z kolejną porcją muzyki z festiwalu, która nigdy nie pojawiła się w filmie. W 2009 roku wytwórnia Rhino wydała zremasterowaną wersję zestawu jako podwójną płytę, pomimo że oryginalne taśmy nie były najlepszej jakości.

## Okładka
Na okładce albumu widnieje na pierwszym planie para młodych ludzi, owinięta w kołdrę. Byli to zaprzyjaźnieni 20-latkowie, Bobbi Kelly i Nick Ercoline. Wiele słyszeli w radiu o zbliżającym się festiwalu w Woodstock, w którym postanowili wziąć udział. Wyruszyli w drogę do Bethel, a kiedy nie mogli dalej jechać, zaparkowali samochód i przeszli pieszo ostatnie dwie mile. Zostali tylko jedną noc. Nigdy nie widzieli sceny muzycznej, ponieważ byli zbyt daleko. Ale w pewnym momencie fotograf zrobił im zdjęcie, jak stali na błotnistym wzgórzu, przytuleni do siebie i owinięci w kołdrę. Kiedy fotografia pojawiła się na okładce albumu, Bobbi i Nick stali się częścią legendy. Pobrali się dwa lata po festiwalu w Woodstock, mają obecnie (2009) dzieci w wieku 28 i 30 lat. Mieszkają w Pine Bush.

## Lista utworów
Zestaw utworów na 3-płytowym wydawnictwie winylowym, wydanym w 1970 roku w Stanach Zjednoczonych przez wytwórnię Cotillion (SD 3-500):

### Strona 1
| Nr | Wykonawca              | Tytuł                   | Autorzy                                           | Długość |
| -- | ---------------------- | ----------------------- | ------------------------------------------------- | ------- |
| 1. | John B. Sebastian      | I Had a Dream           | John B. Sebastian                                 | 2:35    |
| 2. | Canned Heat            | Going Up the Country    | Alan Wilson                                       | 3:20    |
|    | Stage announcements    |                         |                                                   |         |
| 3. | Richie Havens          | Freedom                 | adapted from "Motherless Child" by Ritchie Havens | 4:36    |
| 4. | Country Joe & the Fish | Rock and Soul Music     | McDonald - Melton - Hirsh - Barthol - Cohen       | 2:08    |
| 5. | Arlo Guthrie           | Coming into Los Angeles | Arlo Guthrie                                      | 2:07    |
| 6. | Sha-Na-Na              | At the Hop              | Singer - Medora - White                           | 2:00    |

### Strona 2
| Nr | Wykonawca                             | Tytuł                                              | Autorzy                              | Długość |
| -- | ------------------------------------- | -------------------------------------------------- | ------------------------------------ | ------- |
| 1. | Country Joe McDonald                  | The "Fish" Cheer/I-Feel-Like-I'm-Fixin'-To-Die Rag | Country McDonald                     | 3:15    |
| 2. | Joan Baez featuring Jeffrey Shurtleff | Drug Store Truck Drivin' Man                       | James Roger McGuinn - Graham Parsons | 2:07    |
| 3. | Joan Baez                             | Joe Hill"                                          | Earl Robinson - Alfred Hayes         | 2:40    |
|    | Stage announcements                   |                                                    |                                      |         |
| 4. | Crosby, Stills and Nash               | Suite: Judy Blue Eyes                              | Stephen Stills                       | 8:11    |
| 5. | Crosby, Stills, Nash & Young          | Sea of Madness                                     | Neal Young                           | 3:24    |

### Strona 3
| Nr | Wykonawca                                                 | Tytuł                                  | Autorzy                       | Długość |
| -- | --------------------------------------------------------- | -------------------------------------- | ----------------------------- | ------- |
| 1. | Crosby, Stills, Nash & Young                              | Wooden Ships                           | David Crosby - Stephen Stiils | 5:27    |
| 2. | The Who                                                   | We're Not Gonna Take It (From "Tommy") | Pete Townshend                | 4:25    |
|    | Stage announcements                                       |                                        |                               |         |
| 3. | Joe Cocker                                                | With a Little Help from My Friends     | John Lennon - Paul McCartney  | 4:36    |
|    | Rainstorm, Crowd Soungs, Announcements & General Hysteria |                                        |                               |         |

### Strona 4
| Nr | Wykonawca           | Tytuł          | Autorzy                                     | Długość |
| -- | ------------------- | -------------- | ------------------------------------------- | ------- |
|    | Crowd Rain Chant    |                | 2:20                                        |         |
| 1. | Santana             | Soul Sacrifice | Santana-Rollie-Areas-Carabello-Brown-Shrive | 8:06    |
|    | Stage announcements |                |                                             |         |
| 2. | Ten Years After     | I'm Going Home | Alvin Lee                                   | 9:20    |

### Strona 5
| Nr | Wykonawca                | Tytuł                        | Autorzy                    | Długość |
| -- | ------------------------ | ---------------------------- | -------------------------- | ------- |
| 1. | Jefferson Airplane       | Volunteers                   | Paul Kantner - Marty Balin | 2:44    |
|    | Max Yasgur               |                              |                            |         |
| 2. | Sly and the Family Stone | Medley                       |                            |         |
|    |                          | Dance to the Music           | Sylvester Stewart          | 2:10    |
|    |                          | Music Lover                  | Sylvester Stewart          | 6:59    |
|    |                          | I Want to Take You Higher    | Sylvester Stewart          | 4:07    |
| 3. | John B. Sebastian        | Rainbows All Over Your Blues | John B. Sebastian          | 2:10    |

### Strona 6
| Nr | Wykonawca                   | Tytuł                           | Autorzy                        | Długość           |
| -- | --------------------------- | ------------------------------- | ------------------------------ | ----------------- |
| 1. | Paul Butterfield Blues Band | Love March                      | Gene Dinwiddie - Philip Wilson | 7:45              |
| 2. | Jimi Hendrix                | Star Spangled Banner            | (Trad. Arr. Jimi Hendrix)      |                   |
|    |                             | Purple Haze & Instrumental Solo | (Jimi Hendrix)                 | Total time: 12:45 |